# 南和路 (枋山鄉)
南和路（英文：Nanhe Rd.）是屏東縣枋山鄉的南北向主要道路，本道路經內獅（屬獅子鄉）、南和地區，全線屬台1線屏鵝公路。起端於南勢湖橋南端，前端跨越南勢湖溪北端銜接屏鵝公路加祿－南勢湖段至枋寮鄉連結中正大路（部分商家及機關亦稱為加祿路），末端繼屏鵝公路其無路名南下至枋山路口接中山路四段，續行中山路四段亦屬台1線經枋山市區外環至楓港，為枋山鄉南北往來長途主要道路。因南和路沿台1線屏鵝公路南下接近台26線往車城鄉、恆春半島、墾丁國家公園及轉台9線南迴公路往臺東縣。所以也是屏東縣南方重要的屏鵝公路路段之一。

## 行經行政區域
- 枋山鄉

## 沿線設施

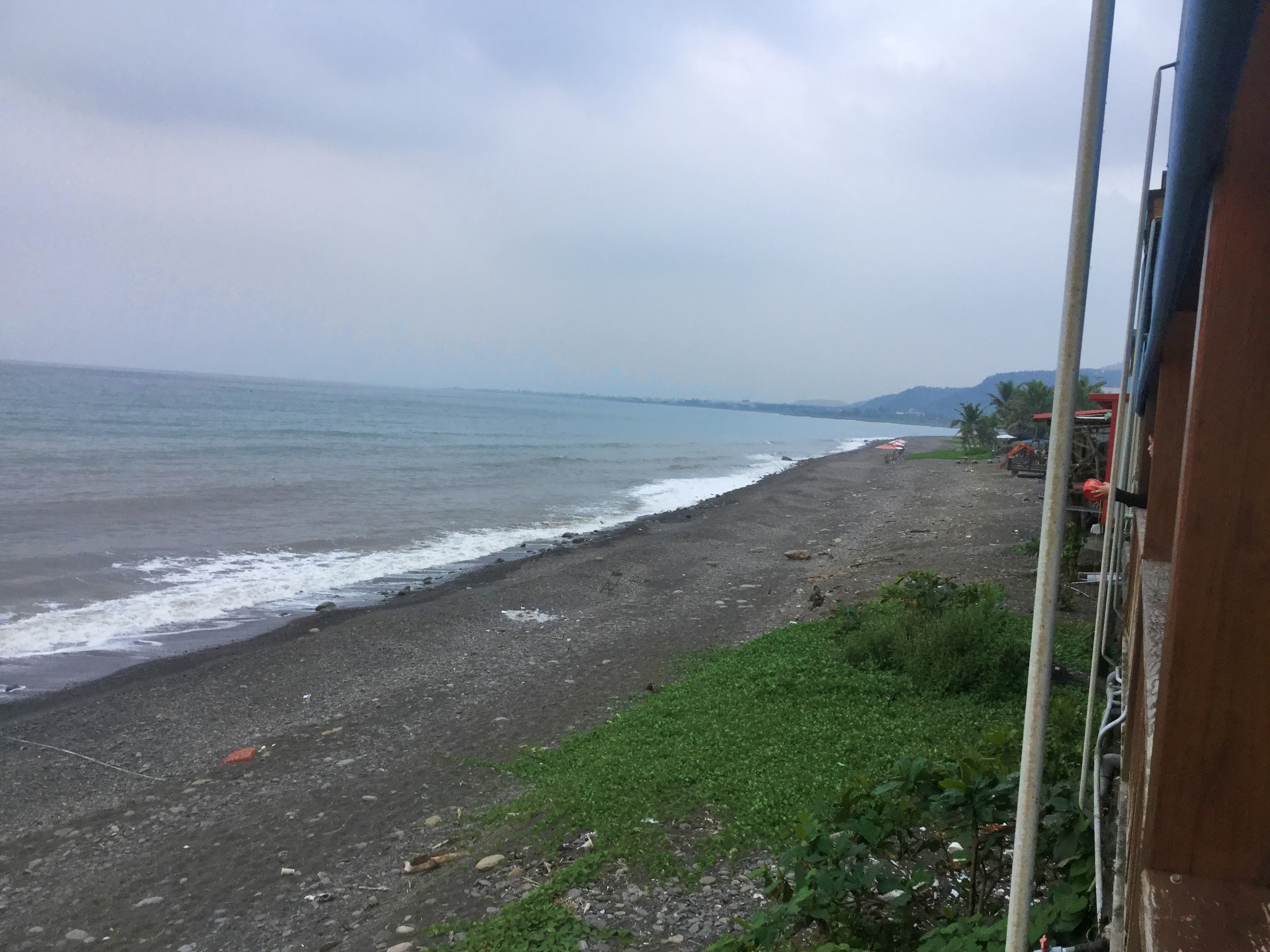
沙灘拍照從南和路品味軒休息站

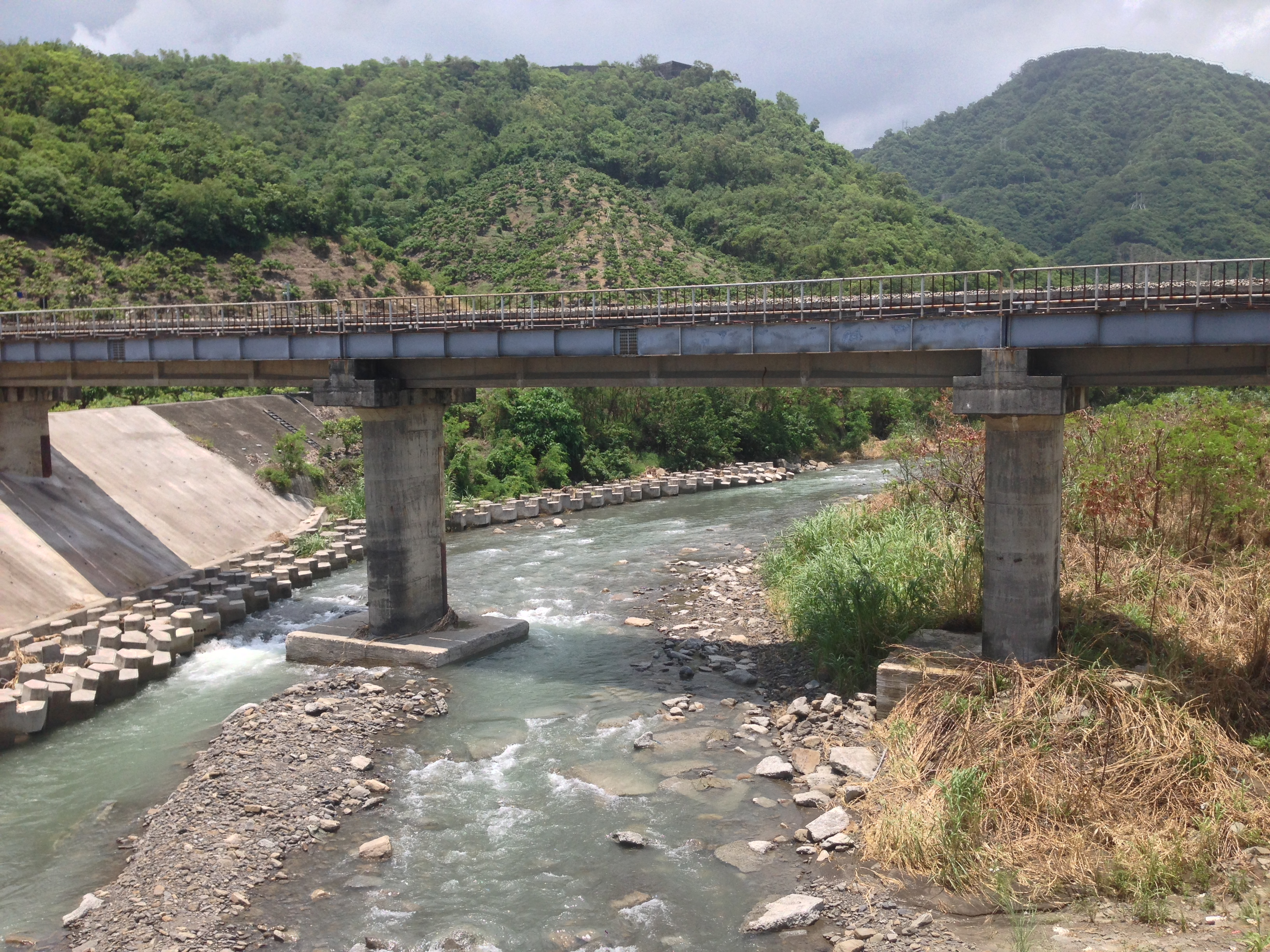
南勢湖溪與鐵道橋

（由北至南）
- 南勢湖橋
- 內獅社區（獅子鄉）
- 屏東縣立內獅國小（页面存档备份，存于）（獅子鄉內獅村1號）
- 內獅車站（南和路43號）
- 傻瓜天堂海景咖啡
- 枋山福財宮
- 七里橋
- 品味軒休息站
- 全家便利商店枋山觀海店
- 枋山芒果城
- 中華電信枋山會館

## 本道路交通
- 國光客運
  - 1773 高雄（捷運鳳山國中站）－屏東－枋寮－恆春
- 屏東客運
  - 8205 屏東－萬丹－東港－枋寮－恆春
  - 8239 屏東－內埔－竹田－潮州－恆春（不經竹田鄉公所）
- 高雄客運、屏東客運、中南客運、國光客運聯營
  - 9117「墾丁列車」（經台17線）
    - 高雄客運、屏東客運、中南客運：高鐵左營站－高雄火車站－高雄國際機場－林園－東港－林邊－枋寮－楓港－恆春－墾丁
    - 國光客運：高雄客運自立站－高雄火車站－高雄國際機場－林園－東港－林邊－枋寮－楓港－恆春－墾丁

  - 9188（經台88線、國道三號）
    - 高鐵左營站－高雄火車站－林邊－枋寮－楓港－墾丁－鵝鑾鼻

  - 9189「墾丁快捷」（經鼎金系統交流道、台88線、國道三號）
    - 高鐵左營站－大鵬灣－枋寮－楓港－恆春－墾丁